# 12 стульев (фильм, 1976)
«12 сту́льев» — советский четырёхсерийный художественный телевизионный фильм 1976 года, снятый Марком Захаровым по одноимённому роману 1928 года И. Ильфа и Е. Петрова.
Это вторая полная экранизация романа в СССР (первая — Леонида Гайдая) и пятнадцатая в мире.

## Сюжет

### 1 серия
Бывший предводитель уездного дворянства Ипполит Матвеевич «Киса» Воробьянинов живёт вместе со своей тёщей Клавдией Ивановной в уездном городе N и служит в ЗАГСе. Внезапно Клавдия Ивановна умирает и перед смертью открывает Ипполиту тайну о том, что в одном из двенадцати стульев гостиного гарнитура она зашила свои бриллианты.
Одержимый желанием скоро разбогатеть Киса едет в свой родной город Старгород. Чтобы не привлекать внимание окружающих к своей персоне, он приобретает контрабандное средство для волос «Титаник». Одновременно с Воробьяниновым в Старгород едет священник церкви Фрола и Лавра отец Фёдор, который исповедовал старушку и, решив использовать её тайну в своих интересах, тоже собрался присвоить себе богатства Клавдии Ивановны.
Тем временем в Старгород прибывает молодой авантюрист, «великий комбинатор» Остап Бендер. О нём известно только то, что он — сын турецкоподданного, и за всю жизнь переменил огромное количество профессий. У него нет ни постоянного жилья, ни денег. Остап договаривается о ночлеге в дворницкой с дворником собеса Тихоном, бывшим слугой Воробьянинова, который рассказывает своему новому знакомому всё о своём «барине». Тут приезжает Ипполит Матвеевич. Путём шантажа Остап заставляет бывшего предводителя дворянства рассказать, зачем тот сюда приехал. Услышав историю о 12 стульях, Бендер предлагает помощь в поисках сокровища Клавдии Ивановны с условием получения 40 процентов клада. Ипполит Матвеевич, понимая, что без хорошего компаньона ему не обойтись, соглашается.
На следующее утро во время принятия водных процедур у Кисы растёкся по всему лицу краситель «Титаник», который не смывается водой. Бендер бреет своего напарника и приводит в порядок его причёску.
От Тихона компаньоны узнают, что первый стул находится в собесе (бывшем поместье Воробьянинова). Остап проникает туда под видом пожарного инспектора и пытается заговорить завхоза Александра Яковлевича («Альхена»), который является хитрым «голубым» воришкой. Однако желанный стул пропадает: незадолго до этого его выкупил у Альхена отец Фёдор. Его обнаруживает Ипполит Матвеевич и в ходе небольшой драки он и отец Фёдор вскрывают стул, но богатств там не обнаруживают. Возвратившийся Остап осознаёт, что у него есть конкурент, и обещает Ипполиту Матвеевичу набить расстриге морду во второй серии.

### 2 серия
Чтобы узнать, где находятся оставшиеся 11 стульев, Остап наносит визит архивариусу Варфоломею Коробейникову, представившись сыном Воробьянинова. Коробейников за плату выдаёт своему посетителю информацию о стульях: один стул находится в Старгороде у вдовы Грицацуевой, а остальные десять — в Москве. Когда Остап ушёл, архивариус понял, что только что был обманут, так как денег он не получил и не получит. С той же целью, что и Бендер, к архивариусу приходит отец Фёдор. Коробейников, решив, что перед ним очередной жулик, наводит расстригу на ложный след, предоставив ему координаты инженера Брунса, жившего в Батуме. После этого между отцом Фёдором и Воробьяниновым вновь происходит потасовка, в которую вмешивается Бендер и побеждает священника.
Тщательно маскировавшийся Киса оказывается узнан слесарем-механиком Полесовым и своей бывшей возлюбленной, гадалкой Еленой Станиславовной Боур. Остап агитирует обоих помочь Кисе финансово и организует «Союз меча и орала», куда оказываются вовлечены все местные богачи. Их задача — обеспечить материальную защиту «особы, приближённой к императору, гиганта мысли и отца русской демократии», чью роль играет Киса. Богачи соглашаются помочь, и теперь у компаньонов имеется 500 рублей.
Остап и Киса собираются нанести визит мадам Грицацуевой. Увидев её на балконе, Остап восклицает, что женится на ней. Он проводит с ней ночь, а на следующий день после создания «Союза меча и орала» Остап и Грицацуева играют свадьбу. Ночью Остап похищает стул у своей «новоиспечённой» вдовы.

### 3 серия
Обыск второго стула тоже не принёс результатов. Остап и Киса едут в Москву и наносят визит знакомому Бендера Коле Калачову, который устраивает им ночлег у своего приятеля Иванопуло. Киса влюбляется в жену Коли Лизу, ведёт её в ресторан, напивается и тратит доверенные ему Остапом 200 рублей.
На следующий день компаньоны идут на аукцион, где должны продаваться оставшиеся десять стульев. Ловко проведя торги, Остап покупает стулья за 200 рублей. Требуется заплатить комиссионный взнос в 30 рублей, о чём Бендер просит Кису. Но Воробьянинов робко сообщает, что он «потерял» деньги, и высказывает недовольство тем, что с покупателя требуют комиссию. Аукционист выгоняет Кису и Бендера из зала торгов. За эту выходку Остап наказывает Воробьянинова побоями. Тут выясняется, что стулья продаются теперь поодиночке. При помощи беспризорников Остапу удаётся выяснить, кому принадлежит каждый стул.
Третий и четвёртый стулья оказываются в руках у Эллочки-людоедки — экстравагантной девушки, жены инженера Щукина, словарный запас которой не превышает тридцати слов. Остап наносит ей визит и меняет стул на серебряное ситечко. Второй стул он взял у инженера Щукина под предлогом, что стул просит жена. Воробьянинов безуспешно пытается отобрать пятый стул у журналиста Авессалома Изнурёнкова, но это удаётся, опять-таки, Бендеру. Ни в одном из этих стульев бриллиантов не оказалось.
Шестой и седьмой стулья находятся в редакции газеты «Станок», в которой печатают заметку о том, что под лошадь попал гражданин О. Бендер. Остап, используя эту заметку в качестве предлога, наносит визит главному редактору и высказывает своё недовольство. Однако забрать стулья сразу у великого комбинатора не получается: в редакции он сталкивается с прибывшей из Старгорода мадам Грицацуевой, которая прочитала заметку о случае с О. Бендером. Остап бегает от неё по всей редакции и, в конце концов, запирает её в кабинете на ночь. Утром он наносит ей визит и прощается навсегда. Далее он забирает два стула из редакции газеты и, вернувшись, вскрывает. В одном из них Остапу удалось что-то обнаружить…

### 4 серия
Найденной вещью в стуле оказалась табличка мастера Гамбса о том, что с этого стула началась серия его гостиного гарнитура. С каждым вскрытым стулом Ипполит Матвеевич всё больше и больше впадает в отчаяние, но Бендер каждый раз подбадривает своего компаньона. Следующие четыре стула забрал передвижной театр «Колумб». Отыграв спектакль в Москве, труппа уже спешит покидать столицу на теплоходе. Остап и Киса проникают туда под видом художника и ассистента. Они нанимаются в тиражную комиссию, где в срочном порядке искали художника для оформления рекламных транспарантов. Однако ни Остап, ни Киса рисовать совершенно не умеют. На теплоходе Остапу удаётся вскрыть восьмой стул. Председатель тиражной комиссии даёт им задание изобразить «сеятеля облигаций». Остап и Ипполит еле выполнили это задание.
Увидев их «работу», председатель высаживает аферистов в городе Васюки. У компаньонов ни копейки, и Остап организует в любительском шахматном клубе, где выдаёт себя за гроссмейстера, сеанс одновременной игры. Однако выясняется, что он играет в шахматы второй раз в жизни, и поэтому за 10 минут он успел проиграть бо́льшую часть партий. Понимая, что назревает скандал, Остап на 11-й минуте крадёт у одноглазого любителя ладью и, в ответ на его недовольство, совершает бросок фигур ему в голову. Бендер едва спасается от погони.
На следующем теплоходе компаньоны прибывают в Пятигорск, где планирует выступать театр «Колумб». Там они знакомятся с монтёром Мечниковым, который сбывает реквизит театра. Ему удаётся за плату принести только два стула. Третий стул компаньонам заполучить не удаётся: монтёр Мечников оказывается высажен, а труппа уехала в Тифлис. Остап и Киса идут туда пешком по Военно-Грузинской дороге.
Тем временем измученный долгими странствиями отец Фёдор находит инженера Брунса в Батуме и покупает у него гарнитур за 200 рублей. Возвращаясь ни с чем, по военно-грузинской дороге отец Фёдор сталкивается с Воробьяниновым и отбирает у него провизию. Спасаясь от погони, расстрига забирается на высокий утёс, откуда был снят спасателями только спустя десять дней в невменяемом состоянии.
В одном из ресторанов Тифлиса Остап и Киса встречают члена «Союза меча и орала» господина Кислярского и выпрашивают у него 500 рублей. Позже обоим удаётся завладеть одиннадцатым стулом. Измученный поисками Киса заявляет, что этот стул — его. Остап утихомиривает Воробьянинова несколькими ударами и вскрывает стул, в котором, по-прежнему, ничего не оказалось. Компаньоны возвращаются в Москву. Там Остап вычисляет местонахождение последнего двенадцатого стула — клуб железнодорожников. Комбинатор сообщает Воробьянинову, что они пойдут за стулом завтра утром, после чего засыпает. Не желая делиться с компаньоном, Киса убивает Остапа бритвой. Затем он проникает в клуб железнодорожников и вскрывает стул, но, к ужасу, не обнаруживает там сокровищ. От сторожа клуба он узнаёт судьбу бриллиантов: стул был распределён ещё в старое здание клуба. Сторож случайно разорвал обивку, из-под которой посыпались бусинки. Позвав своего начальника, он вместе с ним обнаружил в сидении огромное количество «буржуйского добра», на стоимость которого было построено новое здание клуба.
Всё осознав, Ипполит Матвеевич громко кричит от безысходности.

## Актёры и персонажи
| Персонаж                                             | Фильм                | Фильм                   | Фильм                   | Фильм              |
| Персонаж                                             | 1 серия              | 2 серия                 | 3 серия                 | 4 серия            |
| ---------------------------------------------------- | -------------------- | ----------------------- | ----------------------- | ------------------ |
| Остап Бендер                                         | Андрей Миронов       | Андрей Миронов          | Андрей Миронов          | Андрей Миронов     |
| Ипполит Матвеевич (Киса) Воробьянинов                | Анатолий Папанов     | Анатолий Папанов        | Анатолий Папанов        | Анатолий Папанов   |
| авторский текст за кадром                            | Зиновий Гердт        | Зиновий Гердт           | Зиновий Гердт           | Зиновий Гердт      |
| отец Фёдор Востриков                                 | Ролан Быков          | Ролан Быков             |                         | Ролан Быков        |
| дворник Тихон                                        | Николай Скоробогатов | Николай Скоробогатов    |                         |                    |
| «Голубой воришка» Александр Яковлевич («Альхен»)     | Олег Табаков         | Олег Табаков            |                         |                    |
| гробовых дел мастер Безенчук                         | Георгий Вицин        |                         |                         |                    |
| супруга «голубого воришки» «Сашхен»                  | Нелли Гошева         |                         |                         |                    |
| танцовщица                                           | Любовь Полищук       |                         |                         |                    |
| матушка Катерина, супруга отца Фёдора                | Нина Лапшинова       |                         |                         |                    |
| Клавдия Ивановна Петухова, тёща Воробьянинова        | Татьяна Пельтцер     |                         |                         |                    |
| беспризорник в Старгороде                            | Олег Степанов        |                         |                         |                    |
| агрономша Кузнецова                                  | Наталья Журавлёва    |                         |                         |                    |
| секретарь месткома коммунальников в уездном городе N | Александра Дорохина  |                         |                         |                    |
| пьяница в уездном городе N                           | Александр Пятков     |                         |                         |                    |
| старушка                                             | Нина Делекторская    |                         |                         |                    |
| житель города N                                      | В. Соколов           |                         |                         |                    |
| житель города N                                      | Николай Цорн         |                         |                         |                    |
| старушка                                             | Вера Благовидова     |                         |                         |                    |
| Мадам Грицацуева                                     |                      | Лидия Федосеева-Шукшина | Лидия Федосеева-Шукшина |                    |
| Елена Станиславовна Боур                             |                      | Вера Орлова             | Вера Орлова             |                    |
| Варфоломей Коробейников                              |                      | Марк Прудкин            | Марк Прудкин            |                    |
| Кислярский                                           |                      | Дмитрий Гошев           |                         | Дмитрий Гошев      |
| дворник дома № 7                                     |                      | Вячеслав Богачёв        |                         |                    |
| Виктор Михайлович Полесов, слесарь-интеллигент       |                      | Савелий Крамаров        |                         |                    |
| Дядьев                                               |                      | Борис Ульянов           |                         |                    |
| Никеша                                               |                      | Александр Пермяков      |                         |                    |
| Максим Петрович Чарушников                           |                      | Александр Шешко         |                         |                    |
| вор во дворе дома № 7                                |                      | Владимир Фёдоров        |                         |                    |
| Лиза Калачова                                        |                      |                         | Татьяна Божок           |                    |
| Коля Калачов                                         |                      |                         | Виктор Проскурин        |                    |
| аукционист                                           |                      |                         | Евгений Перов           |                    |
| Эллочка Щукина                                       |                      |                         | Елена Шанина            |                    |
| инженер Эрнест Павлович Щукин                        |                      |                         | Александр Абдулов       |                    |
| Фима Собак                                           |                      |                         | Вера Ивлева             |                    |
| Авессалом Владимирович Изнурёнков                    |                      |                         | Всеволод Ларионов       |                    |
| Персицкий, репортёр газеты «Станок»                  |                      |                         | Михаил Водяной          |                    |
| редактор газеты «Станок»                             |                      |                         | Григорий Шпигель        |                    |
| певица в ресторане                                   |                      |                         | Нина Архипова           |                    |
| Яков Менелаевич, администратор театра «Колумб»       |                      |                         |                         | Борис Беккер       |
| актёр театра «Колумб», игравший Подколёсина          |                      |                         |                         | Николай Караченцов |
| председатель тиражной комиссии                       |                      |                         |                         | Юрий Медведев      |
| работник театра «Колумб»                             |                      |                         |                         | Валентин Брылеев   |
| одноглазый шахматист                                 |                      |                         |                         | Александр Ширвиндт |
| монтёр Мечников                                      |                      |                         |                         | Лев Борисов        |
| инженер Андрей Михайлович Брунс                      |                      |                         |                         | Михаил Светин      |
| супруга инженера Брунса «Мусик»                      |                      |                         |                         | Галина Соколова    |
| старик в чайхане                                     |                      |                         |                         | Эммануил Геллер    |
| сторож в клубе железнодорожников                     |                      |                         |                         | Павел Павленко     |

## Съёмочная группа
- Автор сценария: Марк Захаров
- Режиссёр-постановщик: Марк Захаров
- Операторы-постановщики: Владимир Ошеров, Георгий Рерберг
- Художники-постановщики: Пётр Пророков, Борис Мессерер
- Композитор: Геннадий Гладков
- Текст песен: Ю. Ким (в титрах — «текст песен Ю. Михайлова»)
- Директор картины: Вильгельм Еркин

## Технические данные
- Производство: Творческое объединение «Экран»
- 4-серийный телевизионный художественный фильм, цветной
- Формат изображения: 4:3 (1,33:1)
- Фильм снят на плёнке Шосткинского производственного объединения «Свема»
- Продолжительность: 305 мин (4 серии)

## Музыка
Автором текстов песен, Юлием Кимом, для фильма было написано пять песен Остапа. Финальная должна была звучать перед появлением последнего стула (эпизод, когда Ипполит Матвеевич расправлялся с помощью бритвы со своим концессионером). За кадром звучало бы грустное танго. Но этот текст не утвердил режиссёр Марк Захаров.
События фильма происходят в 1927 году, однако студенты в сцене на пароходе поют песню из к/ф «Волга-Волга» (1938).
В планах режиссёра фильма Марка Захарова изначально не было песни «Белеет мой парус такой одинокий»; её предложил автор текстов песен Юлий Ким.

## Критика
Леонид Гайдай неодобрительно отзывался об этом фильме, называя его «уголовным преступлением» и противопоставляя ему свой фильм, снятый пятью годами ранее.